# إمكرغيتن (آيت الخمس)
إمكرغيتن هو دُوَّار يقع بجماعة سيدي عبد الله البوشواري، إقليم شتوكة آيت باها، جهة سوس ماسة في المملكة المغربية. ينتمي الدوّار لمشيخة آيت الخمس التي تضم 7 دواوير. يقدر عدد سكانه بـ 25 نسمة حسب الإحصاء الرسمي للسكان والسكنى لسنة 2004.

## روابط خارجية
- البوابة الوطنية للجماعات الترابية
- المندوبية السامية للتخطيط